# IndyCar Series 2020
Navigation
2019 2021
Le championnat IndyCar Series 2020 est la 25e saison du championnat d'IndyCar Series. Comportant 17 courses, il démarre comme de tradition sur le circuit urbain de St. Petersburg le 10 mars et se termine le 22 septembre à Monterey, sur le circuit de Laguna Seca. L'ovale de Richmond fait son retour au calendrier pour la première fois depuis 2009, et remplace l'ovale de Pocono. Le principal événement de la saison, les 500 miles d'Indianapolis, se tiendra au mois d'août.
En raison de la pandémie de Covid-19, de nombreux ajustements sont réalisés sur le calendrier de la saison.

## Repères en début de saison

### Généralités et règlements
- Le 24 mai 2019, l'Indy Racing League annonce la deuxième phase de son développement en termes de protection du pilote[1]. L'ensemble des monoplaces du championnat 2020 seront équipées de l'aeroscreen développé par Red Bull Advanced Technologies. Cette solution est composée d'un pare-brise et d'une structure en titane. Elle prend la suite de l'AFP (Advanced Frontal Protection), artifice placé devant la tête du pilote pour le protéger[2].

### Pilotes
- Scott Dixon en 2003, 2008, 2013, 2015 et 2018, Ryan Hunter-Reay en 2012, Will Power en 2014, Simon Pagenaud en 2016 et Josef Newgarden en 2017 et 2019 sont les cinq champions à s'engager pour l'intégralité de la saison.
- Sébastien Bourdais champion en 2004, 2005, 2006 et 2007 (Champ Car) est engagé avec un programme partiel.
- Scott Dixon en 2008, Ryan Hunter-Reay en 2014, Alexander Rossi en 2016, Takuma Satō en 2017, Will Power en 2018 et Simon Pagenaud en 2019 sont les six vainqueurs des 500 Miles d'Indianapolis en activité.

#### Débuts en tant que pilote titulaire
- Vainqueur du championnat Indy Lights 2019, Oliver Askew est engagé par Arrow McLaren SP.
- Vice-champion d'Indy Lights 2019, Rinus VeeKay fait ses débuts chez Ed Carpenter Racing.

#### Transferts
- Marcus Ericsson quitte le Schmidt Peterson Motorsports pour le Chip Ganassi Racing.
- Colton Herta quitte Harding Steinbrenner Racing pour Andretti Autosport (les deux équipes travailleront ensemble sur cette voiture sous le nom de Andretti Harding Steinbrenner Autosport).
- Patricio O'Ward quitte Carlin Motorsport pour Arrow McLaren SP.

### Équipes
- Le McLaren Racing annonce son retour à plein temps en IndyCar en 2020 avec deux monoplaces[3]. L'écurie britannique s'engage, en partenariat avec le Schmidt Peterson Motorsports, sous le nom Arrow McLaren Racing SP. Chevrolet fournira les moteurs.

## Pilotes et monoplaces
Toutes les écuries utilisent un châssis spécial Dallara IR18 et des pneumatiques Firestone.
| Écurie                                                      | Motoriste | n° | Pilotes            | Courses       |
| ----------------------------------------------------------- | --------- | -- | ------------------ | ------------- |
| A. J. Foyt Enterprises                                      | Chevrolet | 4  | Charlie Kimball    | Toutes        |
| A. J. Foyt Enterprises                                      | Chevrolet | 14 | Tony Kanaan        | 1, 5–9        |
| A. J. Foyt Enterprises                                      | Chevrolet | 14 | Sébastien Bourdais | 12-14         |
| A. J. Foyt Enterprises                                      | Chevrolet | 14 | Dalton Kellett     | 2–4, 10–11    |
| A. J. Foyt Enterprises                                      | Chevrolet | 41 | Dalton Kellett     | 7, 12-13      |
| Andretti Autosport                                          | Honda     | 26 | Zach Veach         | 1-11          |
| Andretti Autosport                                          | Honda     | 26 | James Hinchcliffe  | 12–14         |
| Andretti Autosport                                          | Honda     | 29 | James Hinchcliffe  | 1–2, 7        |
| Andretti Autosport                                          | Honda     | 27 | Alexander Rossi    | Toutes        |
| Andretti Autosport                                          | Honda     | 28 | Ryan Hunter-Reay   | Toutes        |
| Andretti Harding Steinbrenner Autosport                     | Honda     | 88 | Colton Herta       | Toutes        |
| Andretti Herta Autosport w/ Marco Andretti & Curb-Agajanian | Honda     | 98 | Marco Andretti     | Toutes        |
| Arrow McLaren SP                                            | Chevrolet | 5  | Patricio O'Ward    | Toutes        |
| Arrow McLaren SP                                            | Chevrolet | 7  | Oliver Askew       | 1-11, 14      |
| Arrow McLaren SP                                            | Chevrolet | 7  | Hélio Castroneves  | 12-13         |
| Arrow McLaren SP                                            | Chevrolet | 66 | Fernando Alonso    | 7             |
| Carlin                                                      | Chevrolet | 59 | Conor Daly         | 1, 5–6, 8–9   |
| Carlin                                                      | Chevrolet | 59 | Max Chilton        | 2–4, 7, 10–14 |
| Chip Ganassi Racing                                         | Honda     | 8  | Marcus Ericsson    | Toutes        |
| Chip Ganassi Racing                                         | Honda     | 9  | Scott Dixon        | Toutes        |
| Chip Ganassi Racing                                         | Honda     | 10 | Felix Rosenqvist   | Toutes        |
| Dale Coyne Racing with Rick Ware Racing & Byrd Belardi      | Honda     | 51 | James Davison      | 7             |
| Dale Coyne Racing with Vasser-Sullivan                      | Honda     | 18 | Santino Ferrucci   | Toutes        |
| Dale Coyne Racing with Team Goh                             | Honda     | 55 | Álex Palou         | Toutes        |
| DragonSpeed                                                 | Chevrolet | 81 | Ben Hanley         | 7             |
| Dreyer & Reinbold Racing                                    | Chevrolet | 24 | Sage Karam         | 2, 7, 12-13   |
| Dreyer & Reinbold Racing                                    | Chevrolet | 67 | J. R. Hildebrand   | 7             |
| Ed Carpenter Racing                                         | Chevrolet | 20 | Ed Carpenter       | 1, 5–9        |
| Ed Carpenter Racing                                         | Chevrolet | 20 | Conor Daly         | 2–4, 10–14    |
| Ed Carpenter Racing                                         | Chevrolet | 47 | Conor Daly         | 7             |
| Ed Carpenter Racing                                         | Chevrolet | 21 | Rinus VeeKay       | Toutes        |
| Meyer Shank Racing                                          | Honda     | 60 | Jack Harvey        | Toutes        |
| Rahal Letterman Lanigan Racing                              | Honda     | 15 | Graham Rahal       | Toutes        |
| Rahal Letterman Lanigan Racing                              | Honda     | 30 | Takuma Satō        | Toutes        |
| Rahal Letterman Lanigan Racing avec Citrone/Buhl Autosport  | Honda     | 45 | Spencer Pigot      | 2, 7          |
| Penske Racing                                               | Chevrolet | 1  | Josef Newgarden    | Toutes        |
| Penske Racing                                               | Chevrolet | 3  | Hélio Castroneves  | 7             |
| Penske Racing                                               | Chevrolet | 3  | Scott McLaughlin   | 14            |
| Penske Racing                                               | Chevrolet | 12 | Will Power         | Toutes        |
| Penske Racing                                               | Chevrolet | 22 | Simon Pagenaud     | Toutes        |

## Calendrier de la saison 2020
| n° | Date         | Évènement                              | Circuit                          | Piste | Lieu                     |
| -- | ------------ | -------------------------------------- | -------------------------------- | ----- | ------------------------ |
| 1  | 6 juin       | Genesys 300,                           | Texas Motor Speedway             | O     | Fort Worth (Texas)       |
| 2  | 4 juillet    | Grand Prix d'Indianapolis              | Indianapolis Motor Speedway      | R     | Indianapolis (Indiana)   |
| 3  | 11 juillet   | REV Group Grand Prix de Road America   | Road America                     | R     | Elkhart Lake (Wisconsin) |
| 4  | 12 juillet   | REV Group Grand Prix de Road America   | Road America                     | R     | Elkhart Lake (Wisconsin) |
| 5  | 17 juillet   | Iowa 300                               | Iowa Speedway                    | O     | Newton (Iowa)            |
| 6  | 18 juillet   | Iowa 300                               | Iowa Speedway                    | O     | Newton (Iowa)            |
| 7  | 23 août      | 500 miles d'Indianapolis               | Indianapolis Motor Speedway      | O     | Indianapolis (Indiana)   |
| 8  | 29 août      | Bommarito Automotive Group 500         | Gateway International Raceway    | O     | Madison (Illinois)       |
| 9  | 30 août      | Bommarito Automotive Group 500         | Gateway International Raceway    | O     | Madison (Illinois)       |
| 10 | 12 septembre | Honda Indy 200                         | Mid-Ohio Sports Car Course       | R     | Lexington (Ohio)         |
| 11 | 13 septembre | Honda Indy 200                         | Mid-Ohio Sports Car Course       | R     | Lexington (Ohio)         |
| 12 | 2 octobre    | Grand Prix d'Indianapolis              | Indianapolis Motor Speedway      | R     | Indianapolis (Indiana)   |
| 13 | 3 octobre    | Grand Prix d'Indianapolis              | Indianapolis Motor Speedway      | R     | Indianapolis (Indiana)   |
| 14 | 25 octobre   | Firestone Grand Prix de St. Petersburg | Circuit urbain de St. Petersburg | U     | St. Petersburg (Floride) |

Légende :
- U : circuit urbain temporaire
- R : circuit routier
- O : circuit ovale

## Résultats des épreuves
| Course | Circuit                                  | Pole position   | Meilleur tour     | Plus de tours en tête | Vainqueur        | Vainqueur                               | Vainqueur |
| Course | Circuit                                  | Pole position   | Meilleur tour     | Plus de tours en tête | Pilote           | Écurie                                  | Motoriste |
| ------ | ---------------------------------------- | --------------- | ----------------- | --------------------- | ---------------- | --------------------------------------- | --------- |
| 1      | 300 miles Genesys                        | Josef Newgarden | Felix Rosenqvist  | Scott Dixon           | Scott Dixon      | Chip Ganassi Racing                     | Honda     |
| 2      | Grand Prix GMR                           | Will Power      | Scott Dixon       | Will Power            | Scott Dixon      | Chip Ganassi Racing                     | Honda     |
| 3      | Grand Prix Rev Group presentée par AMR 1 | Josef Newgarden | Marco Andretti    | Josef Newgarden       | Scott Dixon      | Chip Ganassi Racing                     | Honda     |
| 4      | Grand Prix Rev Group presentée par AMR 1 | Patricio O'Ward | Felix Rosenqvist  | Patricio O'Ward       | Felix Rosenqvist | Chip Ganassi Racing                     | Honda     |
| 5      | 250 tours d'Iowa 1                       | Conor Daly      | Conor Daly        | Simon Pagenaud        | Simon Pagenaud   | Team Penske                             | Chevrolet |
| 6      | 250 tours d'Iowa 2                       | Josef Newgarden | Josef Newgarden   | Josef Newgarden       | Josef Newgarden  | Team Penske                             | Chevrolet |
| 7      | 500 miles d'Indianapolis                 | Marco Andretti  | James Hinchcliffe | Scott Dixon           | Takuma Satō      | Rahal Letterman Lanigan Racing          | Honda     |
| 8      | 250 miles de Groupe Bommarito 1          | Will Power      | Takuma Satō       | Patricio O'Ward       | Scott Dixon      | Chip Ganassi Racing                     | Honda     |
| 9      | 250 miles de Groupe Bommarito 2          | Takuma Satō     | Álex Palou        | Takuma Satō           | Josef Newgarden  | Team Penske                             | Chevrolet |
| 10     | Honda Indy 200 1                         | Will Power      | Patricio O'Ward   | Will Power            | Will Power       | Team Penske                             | Chevrolet |
| 11     | Honda Indy 200 2                         | Colton Herta    | Scott Dixon       | Colton Herta          | Colton Herta     | Andretti Harding Steinbrenner Autosport | Honda     |
| 12     | Harvest Grand Prix 1                     | Rinus VeeKay    | Rinus VeeKay      | Josef Newgarden       | Josef Newgarden  | Team Penske                             | Chevrolet |
| 13     | Harvest Grand Prix 2                     | Will Power      | Simon Pagenaud    | Will Power            | Will Power       | Team Penske                             | Chevrolet |
| 14     | Grand Prix Firestone de St. Petersburg   | Will Power      | Marcus Ericsson   | Alexander Rossi       | Josef Newgarden  | Team Penske                             | Chevrolet |

## Classements du championnat

### Pilotes
| Pos. | Pilote             | TEX | IGP  | ROA  | ROA | IOW | IOW | INDY | GAT | GAT | MDO | MDO | IGP | IGP | STP  | Pts |
| ---- | ------------------ | --- | ---- | ---- | --- | --- | --- | ---- | --- | --- | --- | --- | --- | --- | ---- | --- |
| 1    | Scott Dixon        | 1L* | 1L   | 1L   | 12  | 2   | 5L  | 22L* | 1L  | 5   | 10  | 10  | 9   | 8   | 3    | 537 |
| 2    | Josef Newgarden    | 3L  | 7L   | 14L* | 9   | 5L  | 1L* | 5    | 12  | 1L  | 2   | 8   | 1L* | 4   | 1L   | 521 |
| 3    | Colton Herta       | 7   | 4    | 5    | 5   | 19  | 19  | 8L   | 4   | 6L  | 9L  | 1L* | 4L  | 2   | 11L  | 421 |
| 4    | Patricio O'Ward    | 12  | 8    | 8    | 2L* | 4L  | 12L | 6    | 3L* | 2L  | 11  | 9   | 22  | 5   | 2    | 416 |
| 5    | Will Power         | 13  | 20L* | 2L   | 11L | 21  | 2L  | 14L  | 17L | 3L  | 1L* | 7   | 6   | 1L* | 24L  | 396 |
| 6    | Graham Rahal       | 17  | 2L   | 7L   | 23  | 12  | 3L  | 38   | 18  | 20  | 4   | 4L  | 7L  | 7   | 9L   | 377 |
| 7    | Takuma Satō        | DNS | 10   | 9    | 8   | 10L | 21  | 13L  | 2L  | 9L* | 17  | 18L | 18  | 14  | 10   | 348 |
| 8    | Simon Pagenaud     | 2   | 3    | 12   | 13  | 1L* | 4   | 22L  | 19  | 16  | 18  | 6   | 16  | 10  | 6    | 339 |
| 9    | Alexander Rossi    | 15  | 25   | 19   | 3   | 6   | 8   | 279L | 22  | 14  | 3L  | 2   | 2   | 3   | 21L* | 317 |
| 10   | Ryan Hunter-Reay   | 8   | 13   | 4    | 22  | 16  | 22L | 105  | 7   | 11  | 5   | 3   | 19  | 16  | 5    | 315 |
| 11   | Felix Rosenqvist   | 20  | 15   | 18   | 1L  | 14L | 15  | 12L  | 8L  | 7   | 6   | 22  | 5L  | 11  | 18   | 306 |
| 12   | Marcus Ericsson    | 19  | 6L   | 10L  | 4   | 9   | 9   | 32   | 5   | 23  | 15  | 5L  | 10  | 15  | 7    | 291 |
| 13   | Santino Ferrucci   | 21  | 9    | 6    | 6   | 13  | 18  | 4L   | 16L | 10  | 14  | 14  | 15L | 12  | 23   | 290 |
| 14   | Rinus VeeKay RY    | 22  | 5    | 13   | 14  | 20  | 17  | 204  | 6   | 4   | 8   | 11  | 3L  | 17  | 15   | 289 |
| 15   | Jack Harvey        | 16  | 17L  | 23   | 17  | 7   | 7   | 9    | 11  | 13  | 7   | 12  | 8   | 6   | 19   | 288 |
| 16   | Álex Palou R       | 23  | 19   | 3    | 7   | 11  | 14  | 287  | 15  | 12  | 12  | 23  | 17  | 9   | 13L  | 238 |
| 17   | Conor Daly         | 6   | 12   | 21   | 18  | 8L  | 13L | 29   | 10  | 8   | 13  | 16  | 12  | 20  | 17   | 237 |
| 18   | Charlie Kimball    | 11  | 18   | 11   | 10  | 17  | 16  | 18   | 13  | 18  | 21  | 19  | 13  | 23  | 8    | 218 |
| 19   | Oliver Askew R     | 9   | 26   | 15   | 21  | 3   | 6L  | 30L  | 14  | 17  | 19  | 15  |     |     | 16   | 195 |
| 20   | Marco Andretti     | 14  | 22   | 22   | 19  | 22  | 10  | 131  | 23  | 15  | 23  | 20  | 25  | 22  | 20   | 176 |
| 21   | Zach Veach         | 4L  | 14L  | 16   | 16  | 23  | 20  | 15L  | 21  | 22  | 20  | 17  |     |     |      | 166 |
| 22   | Max Chilton        |     | 16   | 17   | 15  |     |     | 17   |     |     | 16  | 13  | 11  | 19  | 12   | 147 |
| 23   | James Hinchcliffe  | 18  | 11   |      |     |     |     | 76L  |     |     |     |     | 14  | 13  | 14L  | 138 |
| 24   | Tony Kanaan        | 10  |      |      |     | 18  | 11  | 19   | 9   | 19  |     |     |     |     |      | 106 |
| 25   | Ed Carpenter       | 5   |      |      |     | 15  | 23  | 26   | 20  | 21  |     |     |     |     |      | 81  |
| 26   | Dalton Kellett R   |     | 21   | 20   | 20  |     |     | 31   |     |     | 22  | 21  | 24  | 25  |      | 67  |
| 27   | Hélio Castroneves  |     |      |      |     |     |     | 11   |     |     |     |     | 20  | 21  |      | 57  |
| 28   | Sébastien Bourdais |     |      |      |     |     |     |      |     |     |     |     | 21  | 18  | 4    | 53  |
| 29   | Sage Karam         |     | 23   |      |     |     |     | 24   |     |     |     |     | 23  | 24  |      | 32  |
| 30   | J. R. Hildebrand   |     |      |      |     |     |     | 16   |     |     |     |     |     |     |      | 28  |
| 31   | Fernando Alonso R  |     |      |      |     |     |     | 21   |     |     |     |     |     |     |      | 18  |
| 32   | Spencer Pigot      |     | 24L  |      |     |     |     | 25   |     |     |     |     |     |     |      | 17  |
| 33   | Ben Hanley R       |     |      |      |     |     |     | 23   |     |     |     |     |     |     |      | 14  |
| 34   | James Davison R    |     |      |      |     |     |     | 33   |     |     |     |     |     |     |      | 10  |
| 35   | Scott McLaughlin R |     |      |      |     |     |     |      |     |     |     |     |     |     | 22   | 8   |
| Pos. | Pilote             | TEX | IGP  | ROA  | ROA | IOW | IOW | INDY | GAT | GAT | MDO | MDO | IGP | IGP | STP  | Pts |

| Couleur    | Résultat            |
| ---------- | ------------------- |
| Or         | Vainqueur           |
| Argent     | Deuxième            |
| Bronze     | Troisième           |
| Vert       | 4e ou 5e            |
| Bleu clair | 6e à 10e            |
| Bleu foncé | Autre pilote classé |
| Pourpre    | Abandon             |
| Rouge      | Non qualifié (NQ)   |
| Brun       | Retiré (Ret)        |
| Noir       | Disqualifié (DSQ)   |
| Blanc      | Non partant (DNS)   |
| Blanc      | Course annulée (C)  |
| Vide       | Non inscrit         |

| Notation |                                              |
| Gras     | Pole position (1 point; sauf Indy)           |
| Italique | Meilleur tour                                |
| L        | Leader tour de course (1 point)              |
| *        | Plus de tours en tête (2 points)             |
| 1–9      | Indy 500 "Fast Nine" points bonus            |
| c        | Qualifications annulées (pas de point bonus) |
| RY       | Révélation de l'année                        |
| R        | Débutant                                     |

### Motoristes
| Pos | Motoriste | TEX | IGP | ROA | ROA | IOW | IOW | INDY | GAT | GAT | MDO | MDO | IGP | IGP | STP | Pts  |
| --- | --------- | --- | --- | --- | --- | --- | --- | ---- | --- | --- | --- | --- | --- | --- | --- | ---- |
| 1   | Honda     | 1   | 1   | 1   | 1   | 2   | 3   | 1    | 1   | 5   | 3   | 1   | 2   | 2   | 3   | 1122 |
| 1   | Honda     | 4   | 2   | 3   | 3   | 6   | 5   | 2    | 2   | 6   | 4   | 2   | 4   | 3   | 5   | 1122 |
| 1   | Honda     | 87  | 95  | 90  | 90  | 68  | 65  | 98P  | 95  | 59P | 67  | 96P | 72  | 75  | 65  | 1122 |
| 2   | Chevrolet | 2   | 3   | 2   | 2   | 1   | 1   | 5    | 3   | 1   | 1   | 6   | 1   | 1   | 1   | 1099 |
| 2   | Chevrolet | 3   | 5   | 8   | 9   | 3   | 2   | 6    | 6   | 2   | 2   | 7   | 3   | 4   | 2   | 1099 |
| 2   | Chevrolet | 76P | 66P | 65P | 63P | 91P | 96P | 58   | 64P | 95  | 96P | 54  | 91P | 88P | 96P | 1099 |